# Option nationale
Option nationale (ON) est un parti politique québécois ayant existé de 2011 à 2018 qui défendait la souveraineté du Québec, la réappropriation collective des ressources naturelles, l'accessibilité à l'éducation, la promotion de la culture et le renouvellement de la démocratie. En décembre 2017, le parti est intégré comme collectif au sein du parti Québec solidaire. Les sympathisants d'Option nationale étaient appelés onistes.
ON est fondé par l'ancien député péquiste de Nicolet-Yamaska à l'Assemblée nationale du Québec Jean-Martin Aussant lors d'un congrès le 25 février 2012 à Bécancour. Aussant avait quitté le caucus du Parti québécois citant le faible enthousiasme de la cheffe Pauline Marois pour la souveraineté du Québec et pour «faire de la politique différemment». Le 4 septembre 2012, le parti a reçu 1,89 % des voix aux élections générales québécoises de 2012. Le chef Jean-Martin Aussant perd son siège dans Nicolet-Yamaska et démissionne d'Option nationale en juin 2013. 
Le 26 octobre 2013, à la suite d'une course à la chefferie de six semaines, Sol Zanetti est élu chef du parti avec plus de 67 % des voix. Il prend le relais de la cheffe par intérim Nathaly Dufour. Le 5 octobre 2017, une entente de principe est conclue entre Québec solidaire et Option nationale pour une fusion des deux partis. Celle-ci est entérinée par les membres réunis en Congrès extraordinaire le 10 décembre 2017.

## Historique
Le 7 juin 2011, l'économiste Jean-Martin Aussant, député péquiste de Nicolet-Yamaska, quitte le caucus du Parti québécois (PQ) afin de siéger comme député indépendant. À ce moment, il jugeait qu'une pensée de groupe électoraliste et attentiste s'était institutionnalisée dans ce parti au détriment de son option indépendantiste.
Le 16 août 2011, Aussant confirme son intention de créer un nouveau parti souverainiste en réservant l'appellation « Option Québec » auprès du Directeur général des élections du Québec (DGEQ). Le nom trouve sa source dans Option Québec, le titre d'un essai politique que le journaliste René Lévesque a publié le 6 janvier 1968 avant de fonder le Parti québécois.
Le 7 septembre 2011, le DGEQ refuse d'accéder à la demande d'Aussant car le nom « Option Québec » appartient déjà à une autre organisation. 
Le 19 septembre 2011, Aussant annonce qu'il réserve l'appellation « Option nationale » auprès du DGEQ. Le nom avait déjà été autorisé par le DGEQ entre le 30 janvier 1997 et le 14 novembre 1998 pour un parti politique fondé par l'entrepreneur Jean Brière, avant d'être libéré.
Le 31 octobre 2011, le DGEQ reconnaît officiellement Option nationale (ON) comme parti politique.
Le 8 novembre 2011, Aussant dévoile une proposition de plateforme en vue du congrès de fondation et le logo officiel du parti lors d'une conférence de presse à la Maison du développement durable à Montréal, en compagnie de plusieurs militants d'Option nationale, dont le politologue Denis Monière.
Le 17 novembre 2011, la députée de Crémazie, Lisette Lapointe devient membre d'Option nationale, tout en restant membre du PQ. Elle décide toutefois de continuer à siéger comme députée indépendante à l'Assemblée nationale.
Le 9 décembre 2011, Option nationale organise son premier grand rassemblement-spectacle au théâtre National à Montréal auquel participent environ 500 personnes. Pierre Curzi, député indépendant de Borduas, prend parole durant cette soirée pour donner son appui moral à Aussant et aux militants du parti.
Le 24 janvier 2012, le nom d'Option nationale est ajouté pour la première fois au coup de sonde de la firme de recherche CROP et s'attire la faveur de 2 % des électeurs québécois.
Le 25 février 2012, Option nationale tient son congrès de fondation à Bécancour, dans le Centre-du-Québec, auquel participent 400 personnes, dont Lisette Lapointe, Pierre Curzi et les anciens députés péquistes de Vachon, Camil Bouchard, et de l'Assomption, Jean-Claude Saint-André. Le parti revendique 1 431 membres à travers le Québec.
En juin 2012, Option nationale revendique 2 500 membres.
Lors de l'élection provinciale de 2012, Jean-Martin Aussant, en tant que chef du parti, a tenté de solliciter une invitation des télédiffuseurs afin de participer aux débats télévisés des chefs de partis. Devant leur refus, ce dernier se pencha vers la Cour supérieure du Québec le mardi 14 août, réclamant au nom de la liberté d’expression et en vertu de l’article 423 de la loi électorale l’ordonnance d'une injonction interlocutoire provisoire pour contraindre les médias diffusant les débats de l’inviterCet article oblige tout télédiffuseur offrant gratuitement au chef des partis représentés à l’Assemblée nationale du temps d’émission à le faire de façon équitable
Sa requête sera rejetée 3 jours plus tard, mais le député participera indirectement au débat du 19 août via le réseau social Twitter en commentant en direct les réponses des chefs de parti participants ainsi qu’en diffusant une émission sur le web, dans la même optique, à la suite du débat.
Au terme de la fin de la campagne électorale des élections générales du 4 septembre 2012, la formation politique qui fête ses 10 mois d'existence officielle atteint les 5 000 membres.
Les 2 et 3 mars 2013, Option nationale tient son premier congrès national. Environ 1 000 membres y ont assisté et ont exprimé leur confiance envers le chef, Jean-Martin Aussant, avec un résultat de 97 %.
Le 19 juin 2013, Aussant quitte son poste de chef d'Option nationale en évoquant des raisons familiales.
Le 26 octobre 2013, Sol Zanetti est élu chef du parti avec plus de 67 % des voix.
Le 26 février 2014, le Directeur général des élections a autorisé le parti Option nationale à changer sa dénomination pour « Option nationale - Pour l'indépendance du Québec ».
Le 5 octobre 2017, une entente de principe est conclue entre Québec solidaire et Option nationale pour une fusion des deux partis. Celle-ci sera effective si elle est entérinée par les membres des deux partis d'ici la fin de l'année 2017. Le 10 décembre 2017, les membres d’Option nationale réunis en Congrès extraordinaire votent en faveur de ladite entente à hauteur de 90,7 %.

## Idéologie et stratégie
Option nationale est un parti qui se définit comme étant résolument et prioritairement indépendantiste. Bien que le parti soit considéré comme une formation nationaliste-progressiste de centre gauche sur l'échiquier politique québécois, Aussant affirme que l'élaboration de la plateforme est guidée par une recherche à la fois pragmatique et idéaliste de propositions de réforme structurelle pouvant renouveler le modèle québécois et assurer qu'un Québec souverain excelle dans le classement des pays suivant l’indice de développement humain. 
Option nationale considère qu'il se démarque des autres partis politiques québécois surtout par son volontarisme et sa démarche d'accession à l'indépendance du Québec qu'il juge plus cohérente et conséquente. Dans la proposition initiale de plateforme du parti, la stratégie indépendantiste proposée est l'obtention d'un mandat électoral pour « faire le L-I-T du Québec », c'est-à-dire de rompre avec l'ordre constitutionnel canadien en rapatriant les Lois, les Impôts et les Traités. Ainsi, cette démarche s'appuierait sur la volonté populaire pour légitimer l'État québécois à s'approprier le pouvoir exclusif de faire en sorte que toutes les lois qui régissent les citoyens du Québec soient votées par l'Assemblée nationale du Québec, que tous les impôts et taxes payés sur le territoire québécois soient perçus par le gouvernement du Québec, et que tous les traités qui lieront les Québécois aux autres nations soient signés par le gouvernement du Québec. Une fois cette indépendance informelle réalisée, une constitution nationale serait soumise à un référendum. Cette constitution contiendrait une déclaration d'indépendance formelle et son adoption référendaire officialiserait la fondation de l'État-nation souverain du Québec.
Pour éviter une division contre-productive du vote indépendantiste aux élections générales québécoises, Option nationale a une ouverture permanente à coaliser ou même à fusionner avec tout parti politique qui véhiculera le même message, soit de mettre à l'avant-plan la cause de l'indépendance du Québec. Aussant propose des investitures multipartites, c'est-à-dire des assemblées de circonscription durant lesquelles un militant du Parti québécois, de Québec solidaire ou d'Option nationale est choisi à titre de candidat d'une coalition pour les prochaines élections. Un tel mécanisme, inédit au Québec, s'apparenterait à des primaires.
Dans le cadre de l'élection générale québécoise de 2012, Option nationale a présenté sa première plateforme électorale dans laquelle le parti s'engage dans un premier mandat à « faire le L-I-T du Québec » et tenir un référendum exécutoire sur la Constitution du Québec indépendant. Sur le plan des ressources naturelles du Québec, ON veut les nationaliser par le biais d'une société d'État qui collaborerait avec le privé pour son expertise. Pour ce qui est de l'éducation, ON promet la gratuité scolaire balisée de la maternelle jusqu'au doctorat. Sur le plan environnemental, ON veut programmer une sortie du nucléaire civil au Québec et instaurer un moratoire complet sur l’exploitation des gaz de schiste. Finalement, parmi les autres promesses, on retrouve la création de Pharma-Québec pour gérer l’achat de médicaments, la construction d'un monorail électrique suspendu et l'implantation d'un mode de scrutin ayant une composante de proportionnalité au Québec.

### Stratégies de communication
On constate la jeunesse du parti Option nationale par son usage extensif des technologies de l’information numérique. Peu après sa création à la fin de l'année 2011, le parti est déjà actif sur les médias sociaux, tels que Facebook et Youtube, publiant sur ces plateformes des enregistrements de conférences, de discours ainsi que des capsules informatives ou des communiqués traitant de divers enjeux. Ces plateformes leur permettent d’informer et d’interagir avec leurs partisans. Le parti s'immisça également dans les débats des chefs de l’élection de 2012 à travers la plateforme Twitter et la diffusion web d’une émission permettant au chef du parti à l’époque de participer indirectement au débat. Enfin, le parti possède aujourd’hui son propre site web par lequel il rend accessible certaines informations relatives au parti, comme son programme, son administration, ainsi que divers communiqués.
Le parti emploie également certains moyens plus traditionnels, comme ceux utilisés en période électorale au Québec. Par exemple, la distribution de matériel, l’organisation de divers évènements et la participation à d’autres. Le Livre qui fait dire oui sert d’introduction à l’argumentaire des idées indépendantistes au Québec. Il s’agit de l’outil de communication et de financement le plus cher au parti. Écrit par un collectif sous la direction de Sol Zanetti et distribué à près de 20 000 exemplaires, il aborde une multitude de sujets de société (environnement, économie, lois, etc.) dans une perspective de séparation de la province avec le reste du Canada. La vente de copies en papier sert au financement du parti, alors qu’un format électronique est offert gratuitement par ce dernier. Le parti produit un journal qui paraît trois fois par année sous le nom de Cahiers de lecture. Ces cahiers font un survol de l’actualité politique québécoise. 
Le parti est également impliqué au sein de OUI-Québec: l’Organisations Unies pour l’Indépendance du Québec, auparavant nommé Conseil de la souveraineté du Québec. Il s’agit d’un organisme non-partisan regroupant des partisans dont la mission est de mobiliser les forces indépendantistes afin de promouvoir la souveraineté québécoise. Enfin, le parti collabore à l’organisation annuelle de l’«université d’été indépendantiste» depuis 2013. Il s’agit en fait d’une conférence organisée conjointement par les partis indépendantistes québécois, soit le Bloc québécois, Option nationale et l’Action nationale. Cet événement propose aux citoyens des formations théoriques, historiques et pratiques sur des enjeux relatif à l’indépendance du Québec par la participation de membres des partis ainsi que par l’invitation de conférenciers.

## Entente de fusion avec Québec solidaire
Le 5 octobre 2017, le chef d’Option nationale, Sol Zanetti et les co-porte-paroles de Québec solidaire, parti politique québécois de gauche et également indépendantiste, ont fait l’annonce d’une entente de principe sur une fusion des deux partis. La fusion prendrait effet si et quand l’entente serait adoptée par les membres des partis lors de leur congrès respectif. Afin d’éviter une simple assimilation d’Option nationale, le plus petit des deux partis, l’entente prévoit certaines mesures afin de préserver l’identité d’Option nationale et de faciliter son intégration à Québec solidaire dans un réel processus de fusion. 
Une fois la fusion effective, Option nationale deviendra un collectif au sein du parti unifié conservant le nom de Québec solidaire et gardera le contrôle de ses ressources financières actuelles jusqu’aux élections générales de 2018 afin de financer ses projets. Option nationale conservera également le contrôle de ses actifs promotionnels et technologiques.
L’entente garantissait également au collectif deux postes, soit un homme et une femme, au sein du comité de coordination national du parti unifié pour une période de deux ans ainsi que le support des porte-paroles à la candidature à l’investiture de 3 membres d’Option nationale lors des prochaines élections. À la suite de ces élections, Québec solidaire s’engage à réviser son programme lors d’un congrès dans l’optique de le synthétiser avec celui d’Option nationale, en adoptant entre autres 5 propositions tirées du programme du parti.
Le parti unifié conservera également un caractère indépendantiste et le collectif jouera un rôle de premier plan dans la défense de cette idée, notamment par la tenue annuelle d’une «université» sur l’indépendance ainsi qu’en continuant la publication et distribution du Livre qui fait dire oui. Le chef actuel d’ON, Sol Zanetti, sera également attribué d’un rôle clé dans les communications publiques et les activités du parti unifié sur les enjeux entourant l’indépendance du Québec.
Bien que porté par les dirigeants, le projet reçoit un accueil mitigé de la part d'une partie des militants de la formation indépendantiste. À un certain moment, des membres influents du parti auraient même œuvré en coulisses pour remplacer le chef de la formation advenant une défaite en congrès de la proposition.

## Résultats électoraux
Option nationale a participé à l'élection partielle de juin 2012 dans Argenteuil et LaFontaine où elle a recueilli respectivement 1,31 % et 1,58 % des voix.
À l'élection générale de septembre 2012, le parti a reçu 1,89 % des voix, soit précisément 82 539 votes. Le chef, Jean-Martin Aussant, arrive deuxième derrière le candidat de la Coalition avenir Québec.
À l'élection générale de septembre 2014, Option nationale a obtenu 30 697 votes, soit 0,73 % des suffrages.
En plus des élections générales, Option nationale a participé à 6 élections partielles pour 12 circonscriptions de 2012 à 2015. 
| 2012                                                                       | 120 | 0 / 125 | 82 539 | 1,9 |
| 2014                                                                       | 116 | 0 / 125 | 30 697 | 0,7 |
| Depuis 2017, Option nationale est un collectif au sein de Québec solidaire |     |         |        |     |

## Députés
À la fin de la 39e législature, de 2011 à 2012, un député représentait Option nationale à l'Assemblée nationale, le chef du parti et député de Nicolet-Yamaska, Jean-Martin Aussant, qui avait été élu sous la bannière du Parti québécois lors des élections précédentes.